# Doris Achelwilm

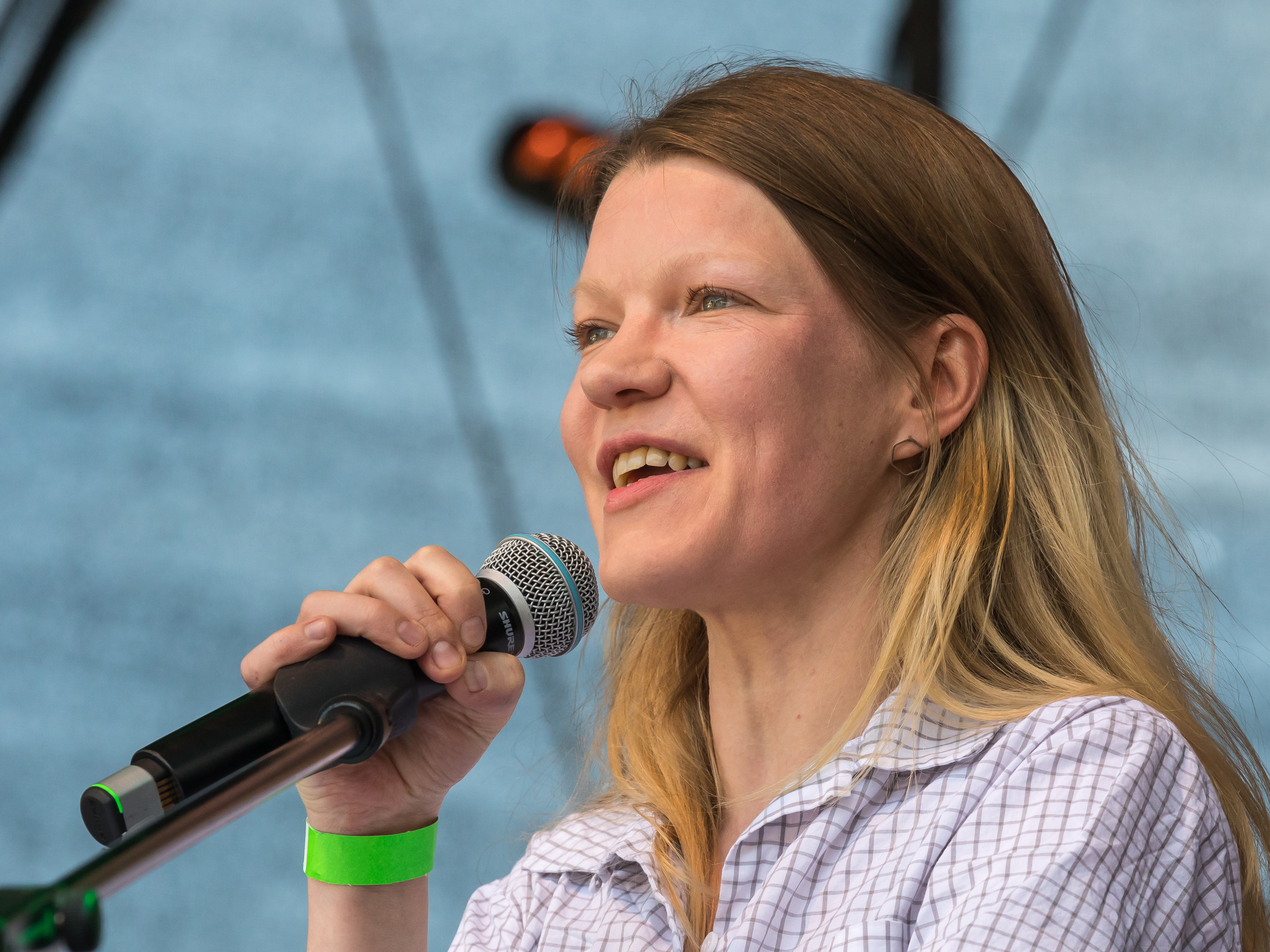
doris com microfone

Doris Achelwilm é membro do parlamento alemão e jornalista. Ela representa o estado alemão de Bremen e é membro do Partido de Esquerda. Ela nasceu em Thuine, Baixa Saxónia, em 30 de novembro de 1976. Actualmente, ela actua como parte do Comité de Assuntos Culturais e de Mídia do parlamento alemão.